# Nedžad Branković
Nedžad Branković (ur. 28 grudnia 1962 w Višegradzie) – bośniacki polityk, premier Federacji Bośni i Hercegowiny od 22 marca 2007 do 23 marca 2007 i ponownie od 30 marca 2007.
Branković edukacją swą rozpoczął w rodzinnym Wyszegradzie. Następnie studiował budownictwo na Uniwersytecie w Sarajewie, który ukończył w 1987. W 2006 zdobył doktorat w dziedzinie transportu i komunikacji na tymże uniwersytecie.
W latach 1987–1992 pracował w Instytucie Transportu w Sarajewie. Od 1993 do 1998 był dyrektorem generalnym bośniackich kolei państwowych. W latach 1998–2002 był dyrektorem generalnym firmy „Energoinvest”.
14 lutego 2003 Branković objął stanowisko ministra transportu i komunikacji w rządzie Ahmeta Hadžipašica. Zajmował je aż do marca 2007. 22 marca 2007 został mianowany następcą Hadžipašicia i objął urząd premiera Federacji Bośni i Hercegowiny. Jednakże już następnego dnia decyzja ta została anulowana przez Wysokiego Przedstawiciela dla Bośni i Hercegowiny, Christiana Schwarza-Schillinga, który przywrócił na urząd z powrotem Hadžipašica.